# Kazunori Yoshimoto
Kazunori Yoshimoto (吉本 一謙, Yoshimoto Kazunori) est un footballeur japonais né le 24 avril 1988 à Kodaira. Il évolue au poste de défenseur central.

## Biographie
Avec le club du FC Tokyo, il joue trois matchs en Ligue des champions d'Asie lors de la saison 2016. Le FC Tokyo est éliminé en huitièmes de finale par l'équipe chinoise du Shanghai SIPG.	
La même année, il est demi-finaliste de la Coupe de la Ligue avec le FC Tokyo.